# 利伯蒂鎮區 (內布拉斯加州卡尼縣)
利伯蒂鎮區（英語：Liberty Township）是位於美國內布拉斯加州卡尼縣的一個行政鎮區。

## 地方資料
利伯蒂鎮區的面積為93.01平方千米，當中陸地面積為92.92平方千米，而水域面積為0.09平方千米。根據2020年美國人口普查的數據，當地共有人口156人，而人口密度為每平方千米1.68人。